# Jerry Colangelo
Jerry Colangelo (Chicago Heights, 20 de novembro de 1939) é um homem de negócios e tycoon de esportes. Ele é também um ex-presidente de vários clubes como Phoenix Suns (basquetebol masculino), Phoenix Mercury (basquetebol feminino), Arizona Rattlers (futebol americano) e Arizona Diamondbacks (beisebol).